# Epitonium symmetricum
Epitonium symmetricum is een slakkensoort uit de familie van de Epitoniidae. De wetenschappelijke naam van de soort is voor het eerst geldig gepubliceerd in 1867 door Pease.